# 的真噛
的 真噛（いくは の まくい、生没年不詳）は、飛鳥時代の人物。姓は臣。

## 記録
的氏は、的戸田宿禰の起源説話から窺われるように、軍事により朝廷に仕えることを特色とした氏族で、大化以前には、大王の側近や朝廷の警衛にあたっていた。
用明天皇2年（587年）4月の用明天皇の崩御により、皇位は一時的に空位となる。有力な皇位継承者である穴穂部皇子は大連物部守屋と手を組むが、大臣・蘇我馬子は先手を打って、先々代の大王である敏達天皇の大后の炊屋姫の勅命を奉じ、佐伯丹経手・土師磐村とともに、的真噛に、
と告げた。その日の夜半、彼らは穴穂部皇子の宮を囲み、衛士を用いて穴穂部皇子を殺した。翌8日には穴穂部皇子と仲の良かった宅部皇子も殺害している。
的真噛の名前が登場するのは、この場面のみである。この事件により、蘇我氏と物部氏の直接の抗争がはじまる。